# 안필립 (미술가)
안필립(安弼立, 1991년 12월 22일 ~ )은 대한민국의 미술가이다.

## 생애
그의 본관은 순흥(順興)이고 서울에서 출생하였으며 신장은 180cm이고 체중은 78kg인 그는 영화배우 안성기와 조각가 겸 대학 교수 오소영 사이에서 슬하 2남 중 차남(次男)으로 출생하였다. 초등학교 1학년 시절이던 1998년부터 미국 유학을 하였다. 이후 2011년 서양화가로 미국에서 화단에 첫 등단하였으며 이듬해 2012년에는 미국에서 설치미술가로 등단, 그로부터 1년 후 2013년에는 미국에서 뮤지컬배우로도 데뷔하였다.

## 학력
- 시카고 예술대학 미술학과 학사

## 작품

### 서양화
- 2011년 《When the Saints go marching in the old town》

### 설치미술
- 2012년 《Live for life》

## 출연작

### 뮤지컬
- 2013년 《Porgy and Bess》 ... 스키피오 역(단역)

### 영화
- 2018년 《인간의 시간》 ... 수현 역 (김기덕 감독)